# Enchelycore nigricans
Enchelycore nigricans es una especie de pez de la familia de los morénidas en el orden de los Anguilliformes.

## Morfología
Los machos pueden llegar a alcanzar los 100 cm de longitud total.

## Distribución geográfica
Se encuentra en el Atlántico occidental (desde Bermuda, sur de Florida y Bahamas hasta el norte de Sudamérica, incluyendo el Golfo de México y el Mar Caribe) y el Atlántico oriental (Cabo Verde y desde el Senegal hasta Gabón).